# 圣于连德布尔代耶
圣于连德布尔代耶（法語：Saint-Julien-de-Bourdeilles，法語發音：[sɛ̃ ʒyljɛ̃ də buʁdɛj]，意为“布尔代耶的圣于连”）是法国多尔多涅省的一个旧市镇，属于农特龙区。2016年1月1日，圣于连德布尔代耶和相邻的布朗托姆合并为新市镇佩里戈尔地区布朗托姆（Brantôme en Périgord）。

## 地理
圣于连德布尔代耶（45°21'36"N, 0°35'19"E）面积5.95 平方千米，位于法国新阿基坦大区多爾多涅省，该省份为法国西南部内陆省份，是法國本土面积第三大的省，大致对应佩里戈尔地区，北起顺时针与夏朗德省、上维埃纳省、科雷兹省、洛特省、洛特-加龙省、吉倫特省和滨海夏朗德省接壤。
与圣于连德布尔代耶接壤的市镇（或旧市镇、城区）包括：拉贡特里-布卢内。

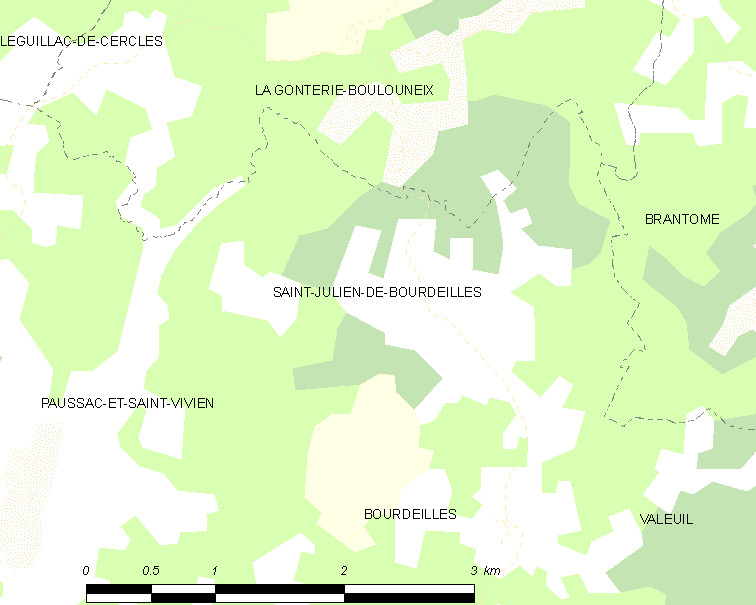
圣于连德布尔代耶的OSM定位图

圣于连德布尔代耶的时区为UTC+01:00、UTC+02:00（夏令时）。

## 行政
圣于连德布尔代耶的邮政编码为24310，INSEE市镇编码为24430。

## 政治
圣于连德布尔代耶所属的省级选区为佩里戈尔地区布朗托姆县。

## 人口

1962-2008年间圣于连德布尔代耶人口变化图示

圣于连德布尔代耶于2015时的人口数量为85人。